# Hubert Paul

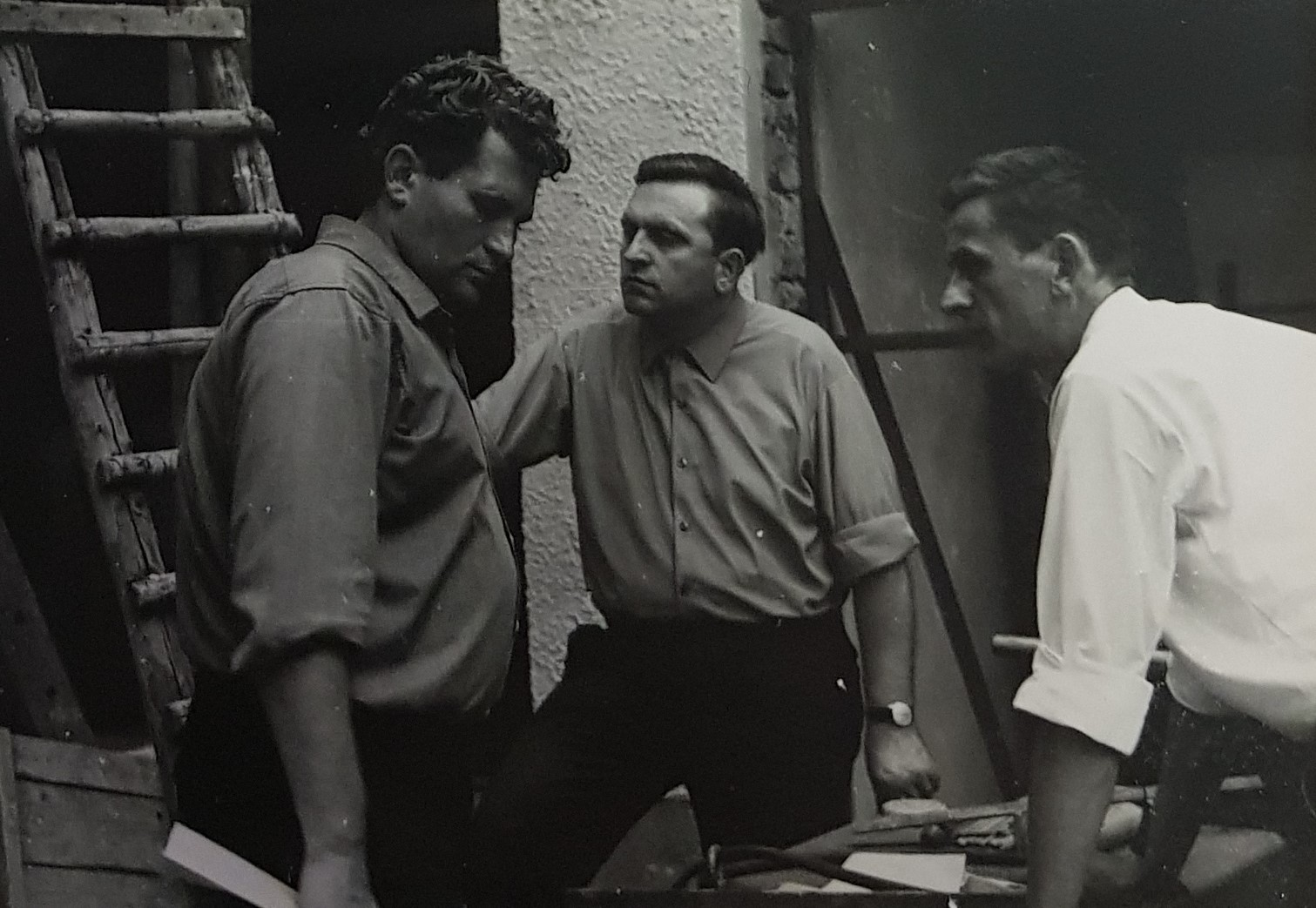
Hubert Paul und Pfarrvikar Gregor Decker (v. l. n. r.) beim Kirchbau der St.-Marien-Kirche in Zschopau

Hubert Paul (* 13. März 1933 in Chemnitz; † 16. November 2015) war ein deutscher Architekt, der in der Zeit der DDR und im wiedervereinigten Deutschland vor allem katholische Sakralbauten in Sachsen schuf. Er lebte in der Kleinstadt Flöha im Erzgebirge.

## Leben
Hubert Paul erlernte den Beruf des Bautischlers. Noch während seiner Lehre schloss er in der Abendschule die Ausbildung zum Entwurfstechniker an der Fachschule für Bauwesen Görlitz – Zweigstelle Chemnitz ab.
In den Jahren 1952 und 1953 besuchte er das Katechetenseminar in Görlitz und arbeitete danach bis 1955 hauptamtlich in der Jugendseelsorge. Es folgte ein zweijähriges Studium am Norbertuswerk in Magdeburg.
Von 1959 bis 1964 besuchte Hubert Paul die Fachschule für angewandte Kunst Heiligendamm, an der er den Abschluss als Architekt erwarb. Danach wurde er 1965 Architekt des Bistums Dresden Meißen, was er bis zu seinem Eintritt in den Ruhestand 1998 blieb. In der Zeit der DDR waren der Unterhalt von Kirchengebäuden, ihr Umbau nach den Maßgaben des Zweiten Vatikanischen Konzils oder gar ein Kirchenneubau nur unter großen Anstrengungen zu bewerkstelligen, da nach den Vorgaben der SED „… keine Baukapazitäten und kein Material aus volkseigenen Betrieben in Anspruch genommen werden durften.“ (Tobias Glenz)

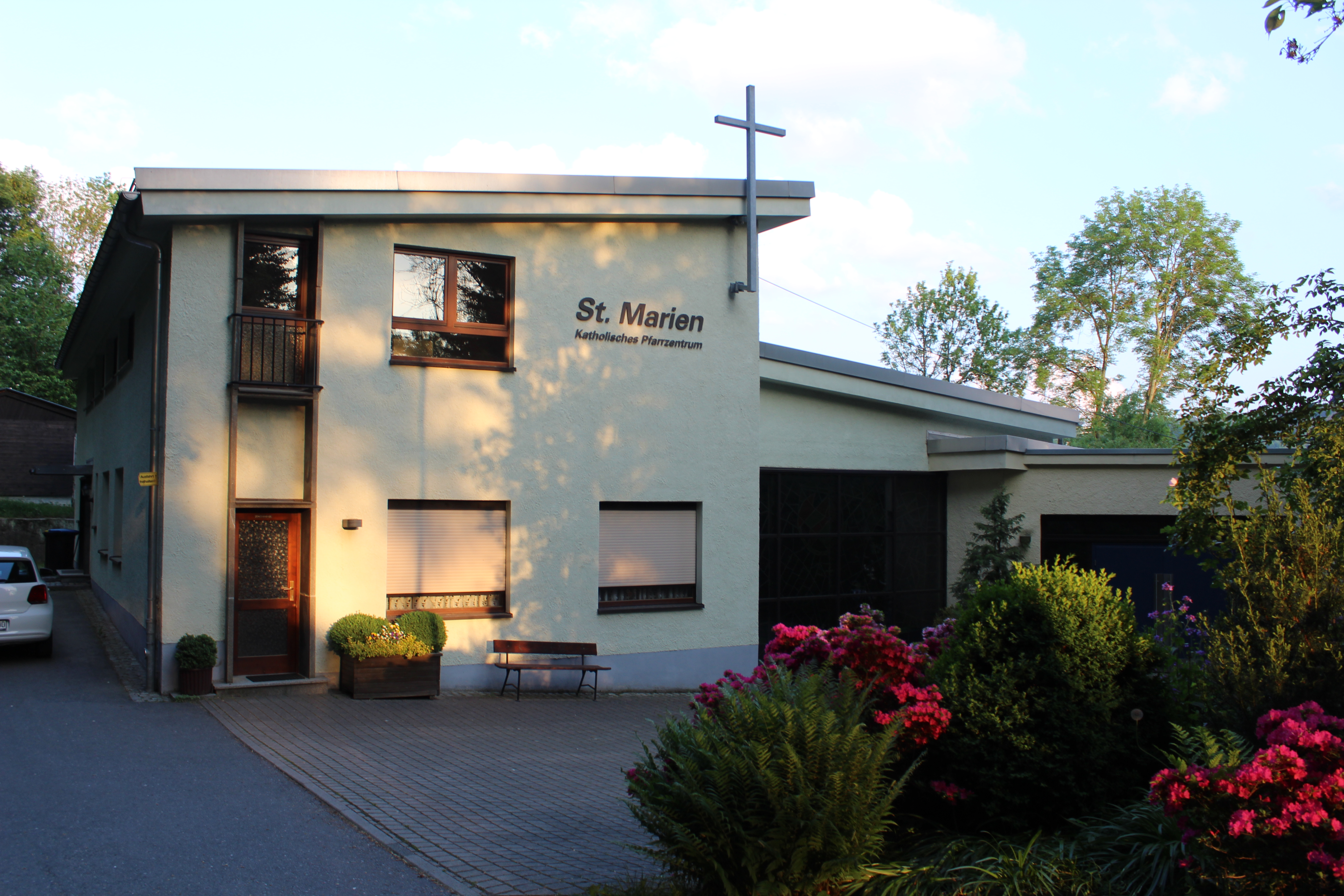
St.-Marien-Kirche in Zschopau (2018)

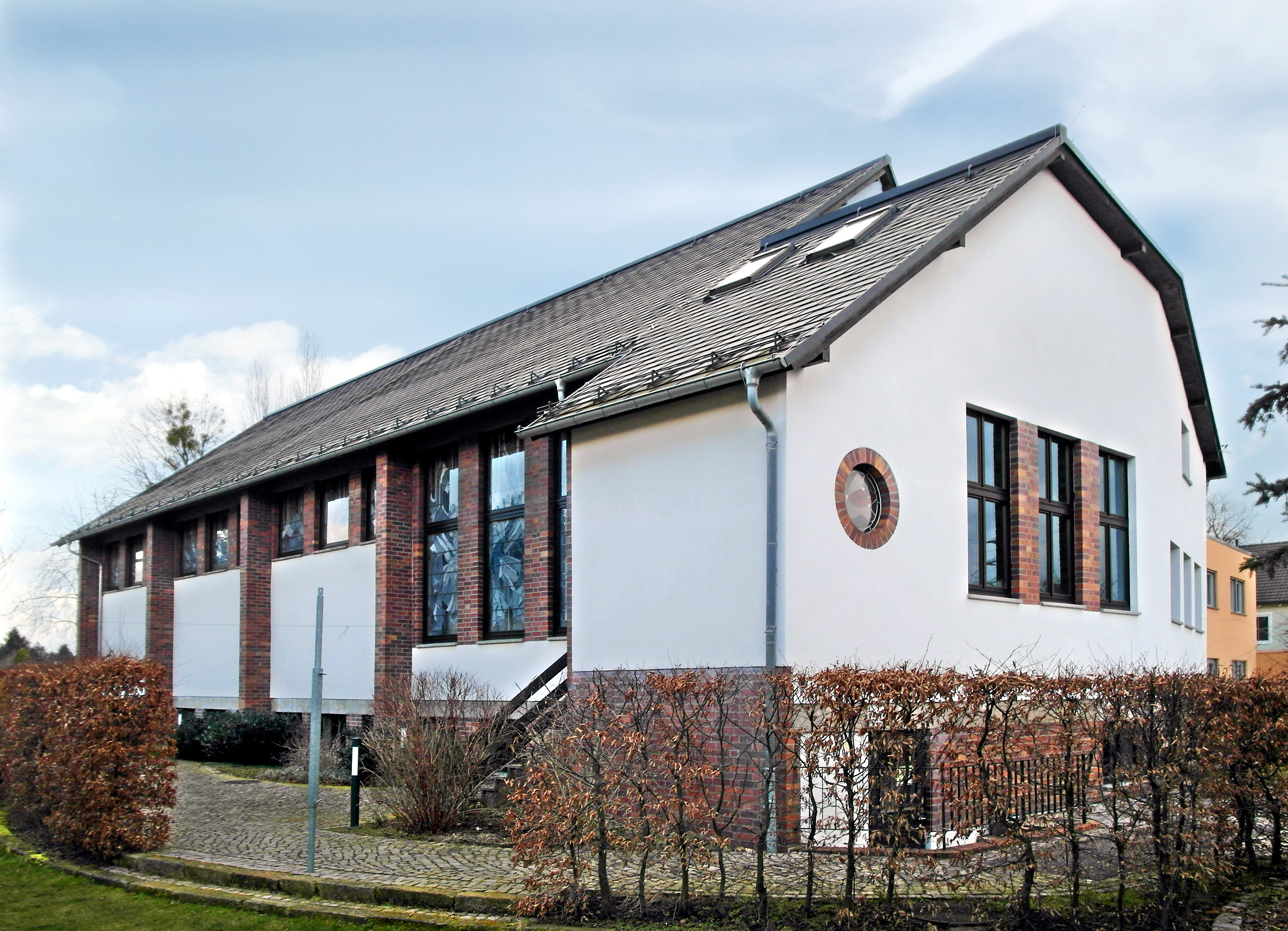
Kirche zur Heiligen Familie in Kleinzschachwitz (2016)

## Bauten und Entwürfe
Als Diözesanarchitekt des Bistums Dresden-Meißen war Paul für mehr als 120 Restaurierungen, Umbauten und Neubauten von Kirchen auf dem Gebiet der DDR und ab 1990 des Freistaats Sachsen verantwortlich. In seinen architektonischen Entwürfen orientierte er sich an den Vorgaben des Zweiten Vatikanischen Konzils sowie an seinen Lehrern Rudolf Schwarz und Gottfried Böhm.
- 1965–1967: St.-Marien-Kirche in Zschopau[1]
- 1970–1995: Umbau der St.-Josef-Kirche in Dresden-Pieschen[3]
- 1979–1981: Kirche zur Heiligen Familie in Kleinzschachwitz[4]
- 1992: St.-Antonius-Kirche in Berggießhübel[5]